# Carduelis
Carduelis er en slægt af fugle i familien finker, der er udbredt i Europa, Asien og Nordafrika. Traditionelt har slægten været opfattet som en stor gruppe, hvoraf nogle arter også yngler i Nord- og Sydamerika, men senest har det vist sig, at den er polyfyletisk. Den bør derfor splittes op i flere slægter og i så fald omfatter slægten kun tre arter, hvor stillits (Carduelis carduelis) er den mest udbredte.
Arterne i slægten Carduelis har et kegleformet næb med bred basis og med lige eller kun svagt bøjet næbryg. Vingerne er lange og smalle, og halen er kløftet.

## Arter
Slægten Carduelis, opfattet i snæver forstand, omfatter kun tre arter:
- Stillits, Carduelis carduelis
- Citronsisken, Carduelis citrinella
- Brunrygget citronsisken, Carduelis corsicana

Traditionelt har slægten Carduelis dog været mere omfattende med for eksempel også disse arter:
- Gråsisken Acanthis flammea
- Hvidsisken, Acanthis hornemanni
- Grønsisken Spinus spinus
- Guldsisken, Spinus tristis
- Hættesisken, Spinus magellanica
- Tornirisk Linaria cannabina
- Bjergirisk, Linaria flavirostris
- Grønirisk Chloris chloris

## Andre slægter
De arter som ikke er medtaget i slægten Carduelis, når den opfattes snævert, er flyttet til disse slægter:
- Spinus
- Linaria
- Acanthis
- Chloris